# 水浒传 (1998年电视剧)
水浒传，是中国中央电视台根据同名古典小说改编拍摄的一部电视剧，共43集。1994年4月筹拍，1997年3月关机，1998年1月8日在中国大陆首播。

## 各集剧名
| 各集名稱         | 原著中的回數 |
| ---------------- | ------------ |
| 1. 高俅发迹      | 2            |
| 2. 拳打镇关西    | 3            |
| 3. 大闹五台山    | 4            |
| 4. 倒拔垂杨柳    | 6-7          |
| 5. 白虎节堂      | 7-8          |
| 6. 野猪林        | 8-9          |
| 7. 风雪山神庙    | 9-10         |
| 8. 林冲落草      | 11-12        |
| 9. 杨志卖刀      | 12-13        |
| 10. 七星聚义     | 14-15        |
| 11. 智取生辰纲   | 16-17        |
| 12. 私放晁天王   | 18           |
| 13. 火并王伦     | 19-20        |
| 14. 宋江杀惜     | 20-22        |
| 15. 景阳冈       | 22-23        |
| 16. 兄弟重逢     | 23-24        |
| 17. 王婆弄风情   | 24           |
| 18. 武大郎捉奸   | 25           |
| 19. 狮子楼       | 26           |
| 20. 醉打蒋门神   | 27-29        |
| 21. 血溅鸳鸯楼   | 30-31        |
| 22. 清风寨       | 32-35        |
| 23. 发配江洲     | 36-38        |
| 24. 浔阳楼题反诗 | 39-40        |
| 25. 闹江州       | 40-41        |
| 26. 李逵背母     | 43-45        |
| 27. 祝家庄（上） | 45-48        |
| 28. 祝家庄（下） | 50、52、54   |
| 29. 大破连环马   | 55-57        |
| 30. 曾头市       | 59-60        |
| 31. 卢俊义上山   | 61、66       |
| 32. 英雄排座次   | 67-68、71    |
| 33. 元夜闹东京   | 71-72        |
| 34. 燕青打擂     | 74           |
| 35. 李逵坐堂     | 73、74       |
| 36. 偷酒扯诏     | 75           |
| 37. 大败高太尉   | 78-80        |
| 38. 招安         | 81-82        |
| 39. 血洒陈桥驿   | 82-83        |
| 40. 征方腊       | 90、93       |
| 41. 魂系涌金门   | 94-96        |
| 42. 血染乌龙岭   | 96、98-99    |
| 43. 宋江之死     | 99-100       |

## 制作人员
- 编剧：杨争光、冉平
- 总导演：张绍林
- 总摄像：张绍林
- 总制片人：任大惠
- 制片主任：张纪中
- 人物造型设计：戴敦邦
- 总美术：钱运选
- 动作导演：袁和平、袁祥仁
- 音乐：赵季平
- 作词：易茗

## 演员表

### 108将
- 李雪健—宋江（原版配音：赵述仁）
- 王卫国—卢俊义
- 宁晓志—吴用
- 汪永贵—公孙胜
- 李振起—关胜
- 周野芒—林冲（原版配音：周野芒、曲敬国）
- 王文升—秦明
- 贾石头—呼延灼
- 修庆—花荣
- 郑强—柴进
- 杨增元—朱仝
- 臧金生—鲁智深（原版配音：刘润成）
- 丁海峰—武松（原版配音：曲敬国）
- 翟乃社—杨志
- 张巍—徐寧
- 张浩—索超
- 王基明—戴宗
- 邰祖辉—刘唐
- 赵小锐—李逵（原版配音：李建义）
- 郭军—史进
- 郭柏松—雷横
- 杨宝光—李俊
- 刘卫华—阮小二
- 兰恭英—张横
- 张衡平—阮小五
- 张亚坤—张顺
- 李冬果—阮小七
- 陈之辉—杨雄
- 杨凡—石秀
- 孔庆元—解珍
- 韩福利—解宝
- 王光辉—燕青
- 由利平—朱武
- 齐景斌—孫立
- 甄力强—韩滔
- 王春辉—彭玘
- 演員不明—蕭讓
- 李文成—裴宣
- 楊林—燕顺
- 演員不明—凌振
- 邢枫—安道全
- 许敬义—王英
- 郑爽—扈三娘
- 演員不明—金大堅
- 朱晓春—童威
- 王中伟—童猛
- 刘立伟—郑天寿
- 李宝军—宋清
- 赵春明—曹正
- 胡龙吟—宋万
- 钱卫东—杜迁
- 常玉平—施恩
- 张连仲—朱贵
- 程思寒—朱富
- 邢国洲—蔡福
- 陈长龙—蔡庆
- 魏峰—焦挺
- 张卫国—孙新
- 张秀岩—顾大嫂
- 张昕—张青
- 梁丽—孙二娘
- 孙明月—白胜
- 孟耿成—时迁

### 大宋朝廷
- 曾宏生—宋徽宗
- 林连昆—蔡京 （原版配音：曲敬國）
- 雷恪生—童贯 （原版配音：陸建藝）
- 魏宗万—高俅（老年）（原版配音：陸建藝）
- 修革—高俅（青年）
- 李志毅—宿景
- 郑大年—陈宗善
- 张纪中—崔靖
- 王冰—小王都太尉
- 唐国强—苏轼
- 李小丁—刘梦龙
- 张宏杰—张叔夜

### 地方官员
- 蒋国印—渭州府尹
- 洪剑涛—高衙内
- 唐军阳—高坎（小高衙内）
- 王全有—陆谦
- 刘巍—富安
- 宋春林—开封府尹
- 陈继民—洪教头
- 康二昌—滄州牢城管营
- 杜玉明—滄州牢城差拨
- 胡庆士—梁中書
- 孙智全—济州府尹
- 黄宗洛—郓城知县
- 郭春華—阳谷知县
- 王文友—张都监
- 姜晶予—督监夫人
- 兰恭英—孟州牢城差拨
- 李连义—刘高
- 崔红红—刘高妻
- 全解放—蔡九
- 邹建忠—黄文炳
- 马辛—高廉
- 梁金山—寿张县令
- 武利平—李虞侯
- 朱雷—张干办

### 梁山泊
- 张治中—晁盖
- 赵彥民—王伦
- 汪星池—何成

### 民間和好漢
- 李政之—药铺掌柜
- 陈之辉—王进
- 陈立中—王进母
- 月仙—金翠莲
- 杨兆权—金老漢
- 李兰发—郑屠
- 杨采凤—郑屠娘子
- 张洪英—赵员外
- 顾金水—智真長老
- 徐福来—文殊院首座
- 赵云生—智清長老
- 徐朝—大相国寺首座
- 孙明月—张三
- 王菁华—林娘子
- 张贵鑫—林冲岳丈
- 杨东—锦儿
- 闫文林—老督管
- 徐鸣—孙定
- 邢国洲—薛霸
- 李彥—董超
- 张国荣—李小二
- 刘创一—李小二娘子
- 杨兆权—草料場老军
- 邢兆军—王制使
- 李琦—牛二
- 郝丽萍—梁夫人
- 张铁驹—谢都管
- 杨猛—何涛
- 康洪雷—何清
- 慕青—阎婆惜
- 袁玉华—阎婆
- 啜二勇—张文远
- 戚戈—老更夫
- 任大惠—宋太公
- 汪瑞—赵都头
- 宋文华—武大郎
- 王思懿—潘金莲
- 徐飞—郓哥
- 李明启—王婆
- 李强—西门庆
- 王禾—姚二郎
- 赵云生—赵四郎
- 徐玉庭—何九叔
- 葛治兴—柳老汉
- 德力格尔—蒋门神
- 刘红梅—蒋门神娘子
- 刘艳峰—玉兰
- 周臣清—马夫
- 雷丹—李鬼
- 吴珏瑾—李鬼妻
- 朱晓春—李达
- 宋秀纯—李逵母
- 赵云生—曹太公
- 牛莉—潘巧云
- 刘小溪—裴如海
- 张芬—徐宁娘子
- 倪增兆—任原
- 何晴—李师师
- 趙雲生—紙店老闆
- 邢国洲-囚犯

### 祝家庄
- 金广生—祝龙
- 李玉生—祝彪
- 白俊杰—栾廷玉 祝虎
- 潘引来—扈成

### 曾头市
- 郭捷—曾長官
- 谢加起—曾涂
- 刘强—曾密
- 邢兆军—曾索
- 李淑龙—曾魁
- 韩家勇—曾升
- 郭军—史文恭（原版配音：陸建藝）

### 北京大名府
- 毕远晋—李固
- 王琴珍—卢娘子

### 江南
- 崔岱—方腊
- 董传强—方貌
- 徐健—方天定
- 伍松—庞万春
- 张春燕—庞秋霞

### 其他
- 陳鎮—耍棍人
- 劉昌洁—房主
- 安慶雲—老和尚
- 柳飛雄—店主
- 郝忠臣—小二
- 朱良平—管家
- 張希平-婦人
- 賀逢年-百姓

## 节目变迁
| 重温经典频道 电视剧剧场一 週一至週日 19:00-21:00 | 重温经典频道 电视剧剧场一 週一至週日 19:00-21:00 | 重温经典频道 电视剧剧场一 週一至週日 19:00-21:00 |
| ------------------------------------------------ | ------------------------------------------------ | ------------------------------------------------ |
|                                                  | 水浒传 （2024.3.2 - 2024.3.23）                  |                                                  |
| 西游记 （2024.2.19 - 2024.3.2）                  | 三国演义 （2024.3.24 - ）                        |                                                  |

1. ↑  . 国家广播电视总局.   [2024-01-14]. （原始内容存档于2024-01-14）.